# Chinonso Emeka
Chinonso Emeka (Warri, 30 agosto 2001) è un calciatore nigeriano, attaccante dell'AS Trenčín.

## Carriera

### Club
Ha iniziato a giocare a calcio in Nigeria nel Water prima di venire acquistato dal Gent nel marzo del 2021. Ha debuttato in prima squadra il 22 maggio 2021 nell'incontro di Pro League vinto 2-1 contro il Malines.
Il 13 ottobre 2022 è stato acquistato a titolo definitivo dall'AS Trenčín ed una settimana dopo ha fatto il suo esordio realizzando una tripletta nell'incontro di Slovenský Pohár vinto 4-0 contro lo Slavoj Trebišov.

### Nazionale
Nel 2019 ha partecipato con la nazionale nigeriana Under-20 al campionato mondiale di categoria, senza però giocare alcun incontro.

## Statistiche

### Presenze e reti nei club
Statistiche aggiornate al 15 marzo 2025.
| Stagione        | Squadra         | Campionato      | Campionato | Campionato | Coppe nazionali | Coppe nazionali | Coppe nazionali | Coppe continentali | Coppe continentali | Coppe continentali | Altre coppe | Altre coppe | Altre coppe | Totale | Totale | Totale |
| Stagione        | Squadra         | Comp            | Pres       | Reti       | Comp            | Pres            | Reti            | Comp               | Pres               | Reti               | Comp        | Pres        | Reti        | Pres   | Reti   |        |
| --------------- | --------------- | --------------- | ---------- | ---------- | --------------- | --------------- | --------------- | ------------------ | ------------------ | ------------------ | ----------- | ----------- | ----------- | ------ | ------ | ------ |
| 2020-2021       | Gent            | D1              | 1          | 0          | CB              | 0               | 0               | -                  | -                  | -                  | -           | -           | -           | 1      | 0      |        |
| 2022-2023       | AS Trenčín      | SL              | 11         | 4          | CS              | 3               | 4               | -                  | -                  | -                  | -           | -           | -           | 14     | 8      |        |
| 2023-2024       | AS Trenčín      | SL              | 14         | 4          | CS              | 0               | 0               | -                  | -                  | -                  | -           | -           | -           | 14     | 4      |        |
| 2024-2025       | AS Trenčín      | SL              | 12         | 3          | CS              | 2               | 2               | -                  | -                  | -                  | -           | -           | -           | 14     | 5      |        |
| Totale carriera | Totale carriera | Totale carriera | 38         | 11         |                 | 5               | 6               |                    | -                  | -                  |             | -           | -           | 43     | 17     |        |